# Exozentrische Konstruktion
Eine exozentrische Konstruktion ist eine grammatische Konstruktion, die als Ganze zu einer anderen Formklasse gehört als alle ihre Bestandteile (Konstituenten). Sie erfüllt also eine andere grammatikalische Funktion, hat eine andersartige Bedeutung bzw. hat andere Merkmale als irgendeines ihrer Teile. Das Gegenteil dazu ist eine endozentrische Konstruktion, in der immer ein Element vorkommt (der sogenannte „Kopf“), das der gleichen Formklasse angehört wie die gesamte Einheit.

## Begriffsherkunft
Die Begriffe exo-/endozentrisch wurden von Leonard Bloomfield eingeführt. Während der Begriff endo-zentrisch darauf verweist, dass die Konstruktion ein „Zentrum“ (also einen Kopf) in ihrem Inneren aufweist, deutet der Begriff exo-zentrisch an, dass die Konstruktion sich so verhält als ob ihr eigentliches Zentrum „außerhalb“ sei bzw. ihre eigentlichen Merkmale von außen hinzugefügt werden.

## Exozentrische Komposita
Der Unterschied zwischen exozentrisch und endozentrisch tritt zum Beispiel bei zusammengesetzten Wörtern (Komposita) auf. Ein endozentrisches Kompositum bezeichnet einen Gegenstand von derselben Art wie er vom rechten Glied des Kompositums bezeichnet wird (das Rechtsglied ist der Kopf des Kompositums, auch hinsichtlich der grammatischen Merkmale):
```
der Hausschuh
: eine Art Schuh (maskulin, da auch 
Schuh
 maskulin ist)

das Schuhhaus
: eine Art Haus (Neutrum, da auch 
Haus
 Neutrum ist)
```

Exozentrische Komposita zeichnen sich dadurch aus, dass ihre grammatische Kategorie (Nomen, Adjektiv usw.) und Merkmale wie Genus nicht aus den Eigenschaften eines Kopfes erklärt werden können, bzw. dass der Gegenstand, auf den sie sich beziehen, sich aus keinem ihrer Teile herleitet. Beispiele:
```
der Schluckauf

: aus dem Verb 
schluck(en)
 und der Präposition / Partikel 
auf
 
-- insgesamt jedoch ein Nomen (maskulin)

das Stelldichein
  
: aus dem zusammengesetzten Verb 
einstellen
 (im Imperativ) mit Objekt-Pronomen 
dich
 
-- insgesamt jedoch ein Nomen (Neutrum).
```